# Leon Benko
Leon Benko (ur. 11 listopada 1983 w Varaždinie) – piłkarz chorwacki grający na pozycji napastnika (najczęściej gra jako lewoskrzydłowy).
Benko pochodzi z Varaždina i w tej miejscowości zaczynał piłkarską karierę w klubie NK Varteks. W Varteksie grał w drużynach juniorskich, aż w sezonie 2003/2004 trafił do pierwszego zespołu. W pierwszej lidze zadebiutował w 16. kolejce ligi, 30 listopada 2003 roku w wygranym 2:0 meczu z Hajdukiem Split. Dla Benko był to bardzo udany debiut. Wszedł na boisko w 69. minucie meczu, a w 79. wpisał się na listę strzelców zdobywając bramkę na 2:0. Do końca sezonu coraz częściej pojawiał się na boisku i oprócz premierowej zdobył jeszcze kolejne 2 bramki, a jego Varteks zajął 5. miejsce w lidze. W następnym sezonie (2004/2005) poszło mu dużo gorzej. Zdobył tylko 1 bramkę i najczęściej był rezerwowym w swojej drużynie, a Varteks podobnie jak przed rokiem zajął 5. lokatę. Dopiero sezon 2005/2006 był popisem Benko. Zdobył 14 bramek stając się najlepszym strzelcem swojej drużyny, co wydatnie pomogło Varteksowi w zajęciu miejsca na podium w lidze i drużyna z Varaždina stała się trzecią drużyną sezonu.
Dobry sezon w wykonaniu Leona nie mógł ujść uwadze scoutów drużyn z zachodu Europy. Latem 2006 roku za 400 tysięcy euro Benko przeszedł do klubu Bundesligi 1. FC Nürnberg. W ataku drużyny z Norymbergi konkurencja była duża i Benko musiał walczyć o miejsce w składzie z takimi piłkarzami jak Róbert Vittek, Markus Schroth czy Gerald Sibon. Jednak w wyniku rywalizacji, w Bundeslidze rozegrał zaledwie 10 spotkań i nie zdobył ani jednej bramki.
4 sierpnia 2008 roku Benko przeszedł do belgijskiego Standardu Liège, za nieujawnioną kwotę. Podpisał roczny kontrakt z możliwością przedłużenia o kolejne lata. 16 sierpnia zadebiutował w Jupiler League, w meczu przeciwko FCV Dender EH. W 2009 roku wywalczył ze Standardem mistrzostwo Belgii, a po zakończeniu sezonu odszedł do KV Kortrijk. Następnie grał w Slaven Belupo, saudyjskim Al-Faysali Harmah i HNK Rijeka, z którą zdobył Puchar Chorwacji w sezonie 2013/2014. Latem 2014 roku przeszedł do chińskiego Dalian A’erbin.
W reprezentacji Chorwacji Benko zadebiutował 29 stycznia 2006 roku w przegranym 0:2 meczu z reprezentacją Korei Południowej jeszcze za kadencji Zlatko Kranjčara. Zagrał także w kolejnym meczu z reprezentacją Hongkongu. Wcześniej grał także w młodzieżowej reprezentacji Chorwacji w kategorii Under-21.

## Kariera
| Sezon   | Klub              | Kraj             | Rozgrywki      | Mecze | Bramki |
| ------- | ----------------- | ---------------- | -------------- | ----- | ------ |
| 2003/04 | Varteks Varaždin  | Chorwacja        | Prva HNL       | 15    | 3      |
| 2004/05 | Varteks Varaždin  | Chorwacja        | Prva HNL       | 26    | 1      |
| 2005/06 | Varteks Varaždin  | Chorwacja        | Prva HNL       | 27    | 14     |
| 2006/07 | 1. FC Nürnberg    | Niemcy           | 1. Bundesliga  | 7     | 0      |
| 2007/08 | 1. FC Nürnberg    | Niemcy           | 1. Bundesliga  | 3     | 0      |
| 2008/09 | Standard Liège    | Belgia           | Jupiler League | 14    | 1      |
| 2009/10 | KV Kortrijk       | Belgia           | Jupiler League | 26    | 5      |
| 2010/11 | KV Kortrijk       | Belgia           | Jupiler League | 6     | 0      |
| 2010/11 | Slaven Belupo     | Chorwacja        | Prva HNL       | 11    | 8      |
| 2011/12 | Slaven Belupo     | Chorwacja        | Prva HNL       | 16    | 7      |
| 2011/12 | Al-Faysali Harmah | Arabia Saudyjska | I liga         | 9     | 5      |
| 2012/13 | HNK Rijeka        | Chorwacja        | Prva HNL       | 30    | 18     |
| 2013/14 | HNK Rijeka        | Chorwacja        | Prva HNL       | 20    | 16     |
| 2014/15 | Dalian A’erbin    | Chiny            | Super League   |       |        |